# Andreas Battier

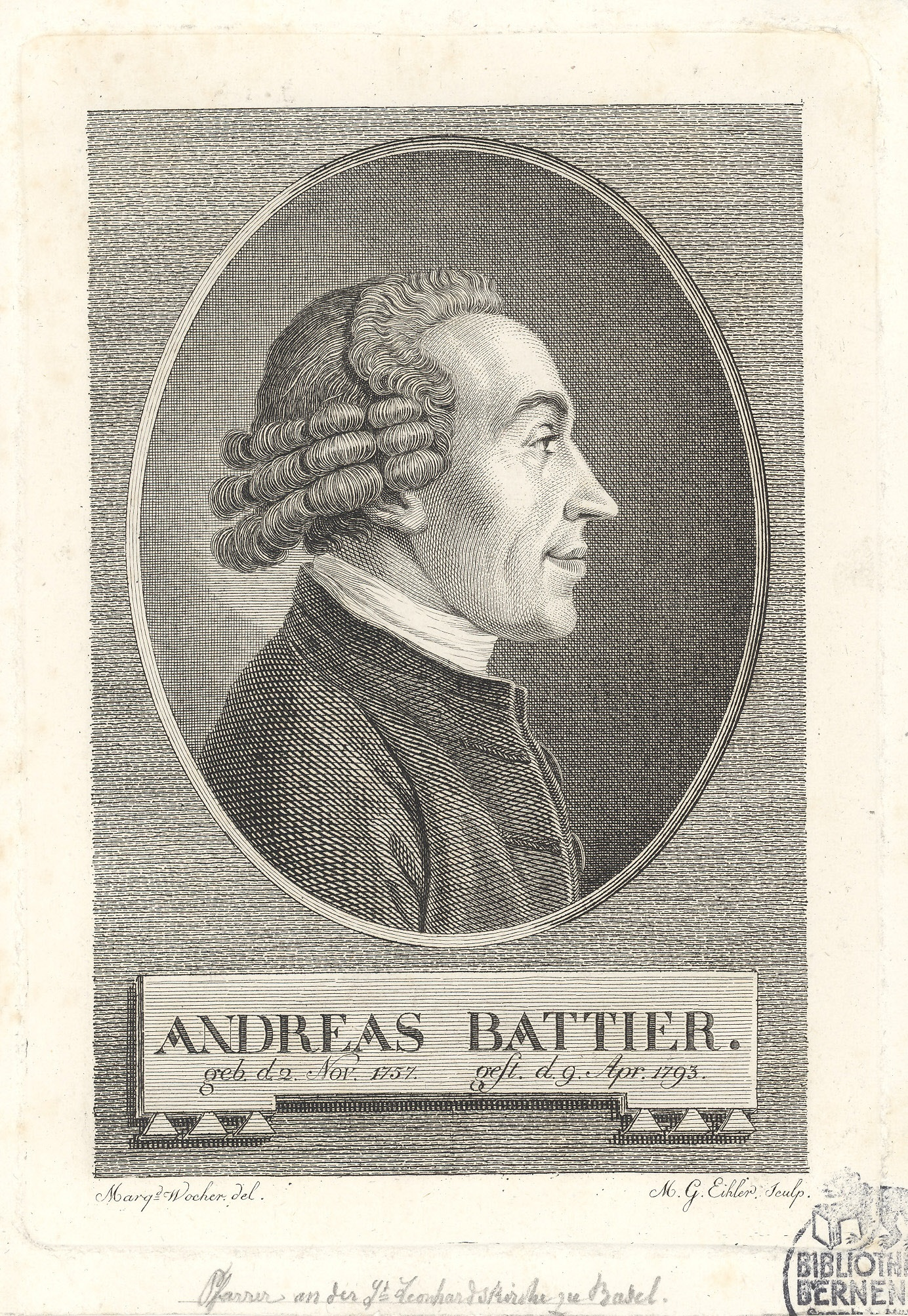
Porträt von Andreas Battier (1757–1793), Kupferstich und Radierung von Marquard Wocher (1760–1830) / Matthias Gottfried Eichler (1748–1821), 18. Jh.

Andreas Battier (* 2. November 1757 in Basel; † 9. April 1793 ebenda) war ein Schweizer evangelischer Geistlicher und Pietist.

## Leben
Andreas Battier war der Sohn von Emanuel Battier (1727–1797), Schaffner im Petersstift und Stadthauptmann in Basel und dessen Ehefrau Anna Barbara Zwinger (1735–1809).
Er studierte Theologie an der Universität Basel, wurde 1778 als Kandidat aufgenommen und war von 1779 bis 1782 Pfarrer am Basler Waisenhaus, von 1782 bis 1789 Pfarrer in Binningen und von 1789, zunächst als Helfer, dann als Pfarrer bis zu seinem Tod 1793, an der Kirche St. Leonhard in Basel.
Er galt als entschiedener Vertreter der Herrnhuter Theologie und Frömmigkeit und löste 1784 in Binningen eine religiöse Erweckung unter Jugendlichen aus.
Andreas Battier war seit 1779 mit Elisabeth Anna (1754–1795), Tochter des Kaufmanns und Grossrats Johann Zaeslin, verheiratet; gemeinsam hatten sie acht Töchter, die in die Töchterpension der Herrnhuter Brüdergemeine in Montmirail eintraten und einen Sohn, der kurz nach der Geburt verstarb.

### Geistliches Wirken
Seine 1794 postum veröffentlichten Predigten über freygewählte Texte gehören zu den erfolgreichsten Predigtsammlungen des Pietismus in Basel.

## Schriften (Auswahl)
- Jakob Bürgi; Andreas Heusler; Josias Märckt; Johann Georg Holzach; Andreas Battier; Johann Jakob Thurneysen: Gespräch von dem Ursprunge, Fortgang, und mancherlei Schicksalen des Jesuiter-Ordens: gehalten aus Anlass der Herbstbefürderung der Schüler auf Burg in Basel, in dem Jahr nach Christi Geburt MDCCLXVIII. Basel, Johann Jakob Thurneysen 1768.
- Werner Alois Weber; Andreas Battier; Johann Jakob Hess; Leonhard Meisser: Sammlung von Liedern und andern Piecen, welche für die eydsgenössischen Hülfstruppen und aus Anlass ihres Zuzugs nach Basel erschienen sind. Basel: Freyler, 1792.
- Predigt über die Eintracht nach Psalm 133: aus Anlass der Einquartierung der Gemeineidgenoessischen Truppen in Bassel, gehalten den 10ten Juny 1792. Basel: Johann Jakob Flick, 1792.
- Predigten über freygewählte Texte. Basel 1794.